# Marquesat de Pombal

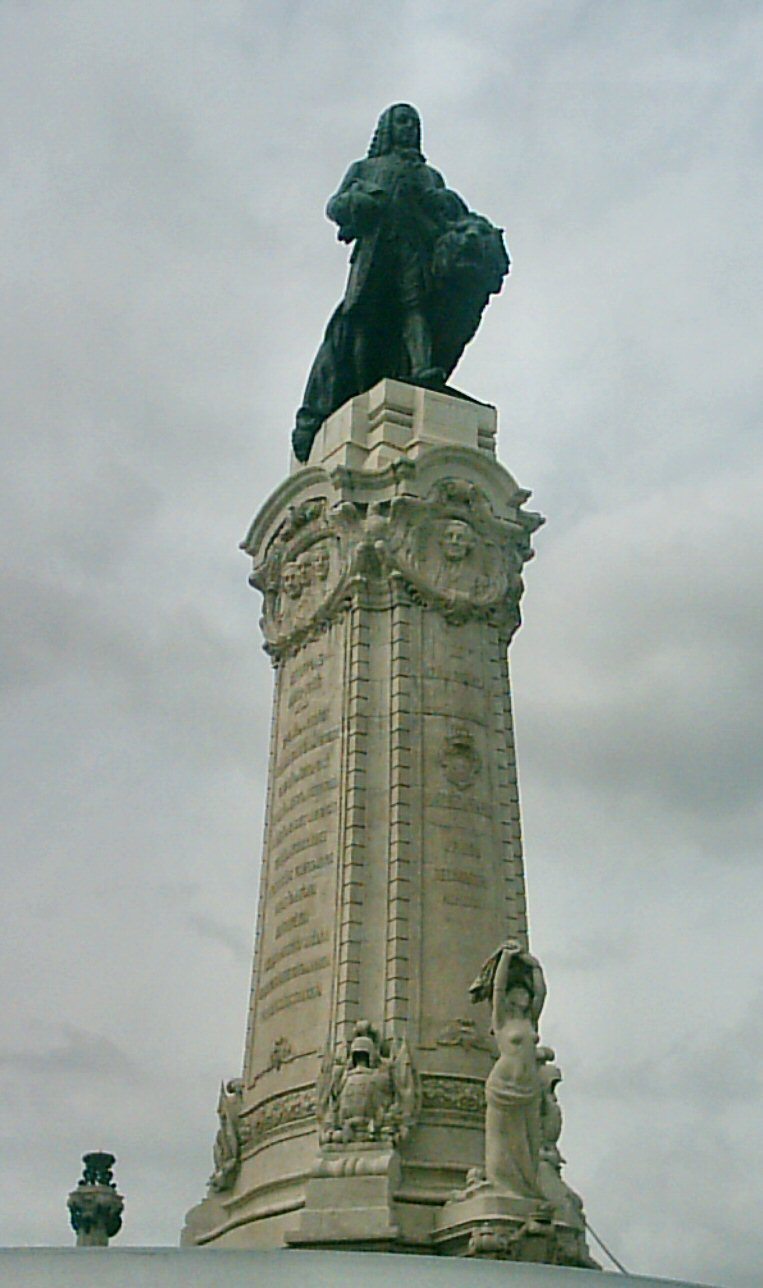
Estàtua del primer marquès de Pombal a la plaça del seu nom a Lisboa

Marquès de Pombal és un títol nobiliari concedit per Josep I de Portugal l'any 1769 al seu Primer Ministre Sebastião José de Carvalho e Melo, que prèviament ja havia estat nomenat comte d'Oeiras.

## Titulars
Fins a l'adveniment de la República, el títol fou ocupat per sis titulars:
- 1r. Sebastião José de Carvalho e Melo (1699-1782).
- 2n. Henrique José de Carvalho e Melo (1742-1812), fill de l'anterior.
- 3r. José Francisco Xavier Maria de Carvalho Melo e Daun (1753-1821), germà de l'anterior.
- 4t. Sebastião José de Carvalho Melo e Daun (1785-1834), fill de l'anterior.
- 5è. Manuel José de Carvalho Melo e Daun de Albuquerque Sousa e Lorena (1821-1886), fill de l'anterior.
- 6è. António de Carvalho Melo e Daun de Albuquerque e Lorena (1850-1911), fill de l'anterior.